# Віллем Менгельберг
Вілле́м Ме́нгельберг (нід. Willem Mengelberg; нар. 28 березня 1871, Утрехт, Нідерланди — пом. 22 березня 1951, Цуорт, Швейцарія) — нідерландський диригент німецького походження.

## Життєпис
Початкову музичну освіту здобув в Утрехті і Кельнській консерваторіі, де навчався у Ізидора Зайсса (фортепіано) і Франца Вюльнера (диригування), вивчаючи також орган, сольний спів і композицію.
Закінчивши консерваторію в 1892 році почав працювати диригентом у Люцерні. Три роки по тому за рекомендацією Вюльнера він отримав місце керівника оркестру «Консертгебау» в Амстердамі. На останньому концерті свого попередника на цій посаді, Віллема Кеса, Менгельберг виступив як соліст у Першому фортепіанному концерті Ференц Ліста, а незабаром сам став за його пульт, виконавши П'яту симфонію Людвіга ван Бетховена.
Беззмінно керуючи оркестром протягом п'ятдесяти років, Менгельберг вивів колектив до числа провідних світових оркестрів. Він також регулярно диригував концертами у Франкфурті і багато гастролював. У 1899 році напередодні Вербної неділі під його орудою відбулося виконання «Страстей за Матвієм» Й. С. Баха, що стало багаторічною традицією. З 1920 року Менгельберг виступав в Нью-Йорку, де рік по тому очолив місцевий філармонічний оркестр (з 1927 працював разом з Артуро Тосканіні).
Будучи знайомим з багатьма сучасними йому композиторами — Густавом Малером, Ріхардом Штраусом, Арнольдом Шенбергом, Максом Регером, — Менгельберг активно пропагував їхні твори, часто виконуючи у своїх концертах. Ріхард Штраус присвятив Менгельбергу і його оркестру свою симфонічну поему «Життя героя». У 1920 році під керуванням Менгельберга відбувся перший в історії цикл концертів з музики Малера.
У 1928 році Менгельберг отримав почесний ступінь доктора Колумбійського університету, а в 1934 став професором музики в Утрехтському університеті. Під час війни диригент керував концертами у Німеччині та окупованих країнах, але не підтримував нацистської ідеології. Тим не менше, згодом Менгельбергу нерідко приписували співпрацю з нацистами, і в Нідерландах на його виступи в 1945 році було накладено заборону, не скасовану навіть після офіційного зняття всіх звинувачень два роки по тому. Останні роки життя Менгельберг провів у Швейцарії.